# Harmonia preestabelecida

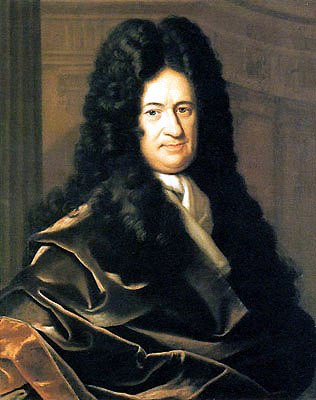
Gottfried Wilhelm Von Leibniz autor do conceito filosófico da harmonia pré-estabelecida.

A harmonia pré-estabelecida é um conceito filosófico formulado por Gottfried Leibniz para explicar como se dá o comércio entre as substâncias, e, num caso mais particular, a união da alma e do corpo. Segundo o filósofo alemão, esses dois reinos seguem suas próprias leis, “e se ajustam em virtude da harmonia pré-estabelecida entre todas as substâncias” . E, é por meio desse conceito filosófico que o pensamento leibniziano elimina definitivamente a possibilidade de uma relação causal entre alma e corpo. 

## Uma solução ao dualismo cartesiano
Ao invés de procurar elucidar como acontece a relação alma e corpo, Leibniz busca esclarecer porque essa relação ocorre.  Em virtude disso, a questão da união entre alma e corpo se apresenta na filosofia leibniziana de um modo único para a tradição da filosofia moderna. Para Leibniz alma e corpo não relacionam através de uma interferência direta de Deus, como pensa Malebranche, e também, não defende pensamento cartesiano nesse ponto:
| “ | Descartes reconheceu que as almas não podem conferir força aos corpos, porque há sempre a mesma quantidade de força na matéria. Todavia, acreditou que a alma podia mudar a direção dos corpos. Isto porque, em seu tempo, ainda não se conhecia a lei da natureza segundo a qual se conserva a mesma direção total na matéria. Se Descartes a conhecesse, cairia no meu Sistema da Harmonia pré-estabelecida. (Monadologia, §80) | ” |

Em Leibniz, a relação entre a alma e o corpo é uma relação que se dá por um “vínculo” entre mônadas, isto é, a harmonia preestabelecida. A mônada é o princípio de composição do universo que compõem tudo que existe no mundo e, ao mesmo tempo, são espelhos do universo, refletindo aquilo que ele é. Elas estão organizadas nesse sistema de harmonia predeterminada, sistema esse que também pode ser entendido num contexto de metáfora musical: Harmonia é a combinação de sons que produz um som agradável e que remete a uma certa homogeneidade, não dissonante, mas sincrônico e concordante. 
Sob o prisma leibniziano, a relação alma-corpo é tão íntima que não é uma mera união, mas sim uma conformidade que remete a uma pertença, correspondência, compatibilidade. Um ajuste entre dois reinos diferentes possível por meio do sistema da harmonia pré-estabelecida: 
| “ | Estes princípios deram-me meios de explicar naturalmente a união, ou melhor, a conformidade da Alma e do corpo orgânico. Segue a alma suas próprias leis e o corpo também as suas, e se ajustam em virtude da harmonia pré-estabelecida entre todas as substâncias, pois todas elas são representações de um mesmo universo. (Monadologia, §78) | ” |

Será, portanto, somente através da harmonia pré-estabelecida que irá se postular a resposta e um dos pilares fundamentais no pensamento leibniziano, sustentando a questão essencial da relação alma-corpo nesta filosofia.

## O modelo neo-mecânico
Leibniz não reivindica ter resolvido o problema da comunicação do corpo e da alma. Na verdade, essa não é a sua preocupação. Ele se propõe a justificar a união deles a partir desse conceito harmônico que foi pré-estabelecido antes mesmo de alma e corpo virem a ser o que são. Assim como dois relógios que mantém sempre o mesmo horário por suas próprias exatidões, a alma e o corpo mantêm entre si uma harmonia perfeita derivada da concomitância entre as duas partes: “um acompanha sempre o outro em virtude da correspondência estabelecida antes, mas cada um tem sua causa imediata em si mesmo” 